# エスタジオ・ド・パカエンブー
エスタジオ・ド・パカエンブー（ポルトガル語: Estádio do Pacaembu）は、ブラジル・サンパウロにある多目的スタジアム。正式名称はエスタジオ・ムニシパウ・パウロ・マシャド・デ・カルヴァーリョ（ポルトガル語: Estádio Municipal Paulo Machado de Carvalho）。

## 概要
1950年に開かれたワールドカップ・ブラジル大会の開催に備えて、サンパウロ市が同市の中心部に建設した。以後エスタジオ・ド・モルンビー（サンパウロFC所有）と並んで、同市に於ける主要なサッカー公式戦会場として頻繁に利用されるようになった。2014年序盤まではコリンチャンスの本拠地として使用されていた（クラブ所有のスタジアムもあるが、少ないキャパシティーの問題もあるため、主要な試合は殆どここで行っていた。2014年のワールドカップ後に、アレーナ・コリンチャンスに移転）。
1978年に日本の皇太子明仁親王も臨席して行われた「日本人移民70周年記念式典」の会場としても使用された他、コンサート会場としても数多く利用されている。
館内にはサッカー博物館（Museu do Futebol）が併設されており、ブラジルサッカーの歴史を学ぶことができる。

## ギャラリー

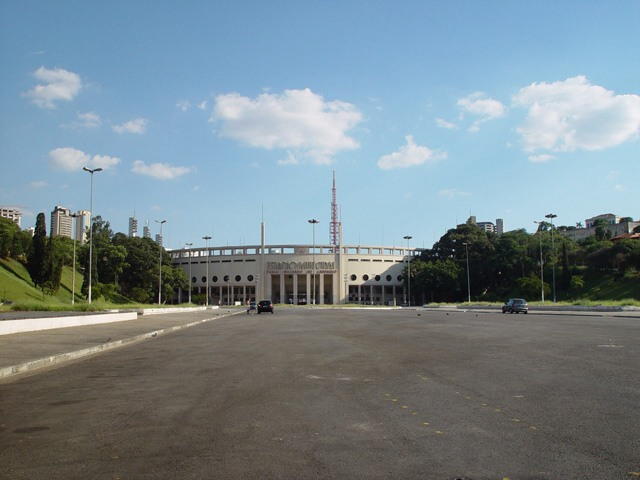
正面
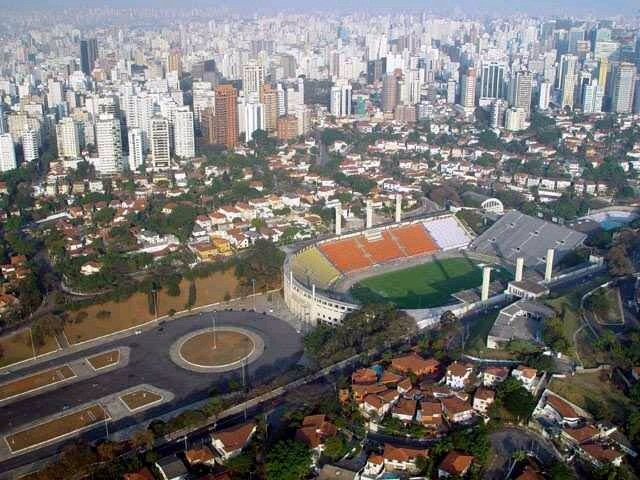
上方から
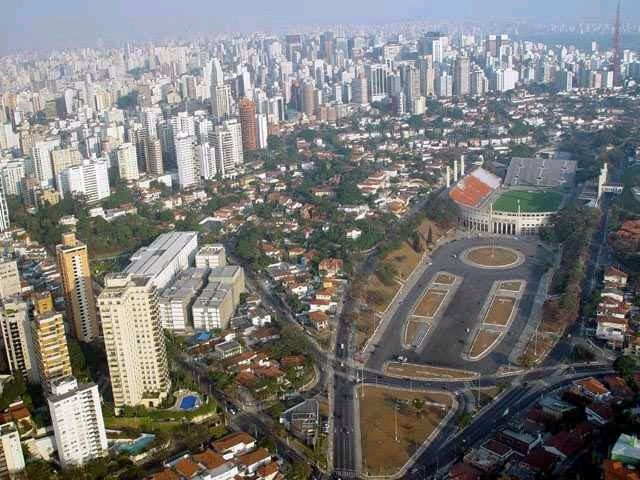
上方から